# Route départementale 10 (Haute-Vienne)
Pour les articles homonymes, voir Route départementale 10 et D10.
La route départementale RD 10 abrégée en D10 est une route départementale de la Haute-Vienne, qui relie Aixe-sur-Vienne à la limite de la Charente. Sa partie la plus fréquentée va d'Aixe-sur-Vienne jusqu'à la D 21.[réf. nécessaire]
Elle continue sous le nom de D 13 dans le département de la Charente

## Communes traversées
Aixe-sur-Vienne • Cognac-la-Forêt• Rochechouart • Saint-Gervais commune de Videix •